# Adolfo Horta
Adolfo Horta est un boxeur cubain, né le 3 octobre 1957 à Santiago de Cuba et mort le 28 novembre 2016 à Camagüey (province de Camagüey).

## Carrière
Médaillé d'argent aux Jeux olympiques de Moscou en 1980 dans la catégorie poids plumes, il remporte 3 médailles d'or aux championnats du monde à Belgrade en 1978 (poids coqs), Munich en 1982 (poids plumes) et Reno en 1986 (poids légers) ainsi que 2 médailles d'or aux Jeux panaméricains à San Juan en 1979 (poids légers) et Caracas en 1983 (poids plumes).

## Parcours auxJeux olympiques
Jeux olympiques d'été de 1980 à Moscou (poids plumes) :
- Bat Odd Bengtsson (Suède) 5-0
- Bat Titi Cercel (Roumanie) 5-0
- Bat Luis Pizarro (Porto Rico) 5-0
- Bat Krzysztof Kosedowski (Pologne) par forfait
- Battu par Rudi Fink (RDA) 1-4